# آمورولفین
آمورولفین (انگلیسی: Amorolfine) یک داروی ضد قارچی مورفولین است که با مهار Δ14 استرول ردوکتاز و کلستنول Δ-ایزومراز، ارگوسترول را کاهش می‌دهد و باعث تجمع اینگوسترول در غشای سلولی سیتوپلاسمی قارچی می‌شود. آمورولفین که با نام‌های Curanail، Loceryl، Locetar و Odenil به بازار عرضه می‌شود، معمولاً به شکل یک لاک ناخن، حاوی 5٪ آمورولفین هیدروکلراید به عنوان ماده فعال موجود است.  برای درمان اونیکومیکوزیس (عفونت قارچی انگشتان پا و انگشتان دست) استفاده می‌شود. لاک ناخن آمورولفین ۵ درصد در هفته ای یک یا دو بار در هفته در مطالعات دو دهه‌ای نشان داده شده است که بین ۶۰ تا ۷۱ درصد در درمان اونیکومیکوزیس ناخن پا موثر است. میزان بهبودی کامل سه ماه پس از قطع درمان (پس از شش ماه درمان) ۳۸% و ۴۶% بود. با این حال، جزئیات تجربی کامل این کارآزمایی‌ها در دسترس نبود، و از آنجایی که برای نخستین بار در سال ۱۹۹۲ گزارش شدند، هیچ کارآزمایی بعدی وجود نداشت.
این دارو یک راه حل موضعی برای درمان عفونت ناخن پا است. ممکن است درمان‌های سیستمیک مؤثرتر در نظر گرفته شوند.
این دارو برای فروش بدون نسخه در استرالیا، برزیل، روسیه، آلمان و بریتانیا تأیید شده است و برای درمان قارچ ناخن پا با نسخه در کشورهای دیگر تأیید شده است. برای درمان اونیکومیکوزیس در ایالات متحده یا کانادا تایید نشده است. با این حال، می‌توان آن را از آنجا از طریق پست از کشورهای دیگر سفارش داد.